# O Espelho (álbum)
O Espelho é um álbum de estúdio da banda de música cristã Voz da Verdade, lançado em 1999.
Disco notadamente com aspectos de Epic World Music, Jazz, e uma rica comunicação entre violões, metais e cordas. Neste álbum se destacam as músicas "O Espelho", "Querer é Poder", "Impossível" e "Esconderijo". Seu projeto gráfico é originalmente recortado para que a película do disco se assemelhe a um espelho.
Além das canções, a obra traz um instrumental executado por um piano, chamado "O Pecador e a Redenção". O trabalho também marca a estreia de Lydia Moisés nos vocais, cantando "Esconderijo", e de Lillian Ferrão cantando a música "Impossível".
Em 2018, foi considerado o 43º melhor álbum da década de 1990, de acordo com lista publicada pelo Super Gospel.

## Faixas
1. "O Espelho"(Carlos A. Moyses)
2. "A Viagem"(Samuel Moyses)
3. "De Volta Para o Futuro"(Rita de C. Moises e Evaristo Fernandes)
4. "Mão Que Fez o Mundo"(Carlos A. Moyses)
5. "Glória ao Santo"(Carlos A. Moyses e Samuel Moyses)
6. "Esconderijo"(Carlos A. Moyses)
7. "A Alegria do Senhor"(Elizabeth Moyses e Carlos A. Moyses)
8. "Querer é Poder"(Carlos A. Moyses)
9. "A Última Decolagem"(Carlos A. Moyses, Elizabeth Moyses e Samuel Moyses)
10. "Impossível"(Carlos A. Moyses)
11. "O Barco"(Carlos A. Moyses)
12. "Deus Está no Meu Viver"(Elizabeth Moyses)
13. "Que Seria de Mim"(Carlos A. Moyses)
14. "O Pecador e a Redenção" (instrumental)(Evaristo Fernandes)